# Biagio Proietti

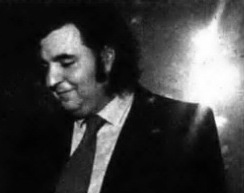
Biagio Proietti im 1972

Biagio Proietti (* 23. Juni 1940 in Rom; † 12. März 2022 ebenda) war ein italienischer Drehbuchautor und Filmregisseur.
Proietti schrieb vor allem Kriminalstoffe für das Fernsehen, die er mit seiner Frau Diana Crispo verfasste. In den 1970er und 1980er Jahren waren zahlreiche Serien von seiner Arbeit geprägt, darunter Un certo Harry Brent, Lungo il fiume e sull'acqua und I racconti fantastici di Edgar Allan Poe. Besondere Resonanz erhielten Dove è Anna und Philo Vance. Auch für das Radio und das Theater schrieb Proietti; ebenso erschienen im neuen Jahrtausend mehrere Bücher. Für den Film hatte er bereits Mitte der 1960er Jahre geschrieben, verließ dieses Arbeitsgebiet aber (bis auf einen Ausflug ins Horrorgenre 1981), um sich auf seine Fernsehbücher zu konzentrieren. Nachdem er ab 1978 einige Fernsehfilme inszeniert hatte, drehte er 1984 und 1986 in eigener Regie zwei Komödien. Auch auf dokumentarischem Feld war Proietti tätig.
Proietti war Vorstandsmitglied der italienischen Gesellschaft zum Schutz von Autorenrechten Società Italiana degli Autori ed Editori („S.I.A.E“ bzw. SIAE).

## Filmografie (Auswahl)
Regie
- 1984: Chewingum
- 1986: Puro cashmere

Drehbuch
- 1966: Mach mich kalt, ich friere (Fai in fretta ad uccidermi… ho fredda)
- 1968: Quanto costa morire
- 1970: Das Grauen kam aus dem Nebel (La morte risale a ieri sera)
- 1982: The Black Cat (Gatto nero)